# Sendemast Oshakati
Der Sendemast Oshakati (englisch NBC Broadcasting Tower Oshakati bzw. NBC Transmitter Tower Oshakati) ist ein Sendemast der Namibian Broadcasting Corporation (NBC) für Radio, Fernsehen und Mobilfunk. Er befindet sich inmitten der Stadt Oshakati im Norden Namibias. Mit einer Höhe von 275 Metern ist er das höchste Bauwerk des Landes.
Es handelt sich um einen gespannten Stahlfachwerkmast, der 1976 errichtet und 1995 um 30 Meter erhöht wurde.